# Jesper Schultz
Jesper Schultz (født 27. februar 1996 i Tornum) er en dansk tidligere professionel cykelrytter, der senest kørte for ColoQuick Cycling.

## Resultater
- 2017:
- 8. plads, Rad am Ring
- 2018:
- Ungdomstrøjen, Tour of Norway
- Samlet 14. plads, Grand Prix Priessnitz Spa (Fredsløbet)
- 2019:
- 1. plads, 3. etape Randers Bike Week
- 6. plads, Lillehammer GP